# Slidell
Slidell – miasto w Stanach Zjednoczonych, w stanie Luizjana, w parafii St. Tammany. 
Ze Slidell pochodzi Kalani Brown, amerykańska koszykarka.